# Gabriel Mercado
Gabriel Iván Mercado (Puerto Madryn, 18 maart 1987) is een Argentijns professioneel voetballer die doorgaans speelt als rechtsback. In juli 2021 verruilde hij Al-Rayyan voor Internacional. Mercado maakte in 2010 zijn debuut in het Argentijns voetbalelftal.

## Clubcarrière
Mercado debuteerde in 2006 in het betaald voetbal in het shirt van Racing Club, waarvoor hij gedurende vier seizoenen bijna honderd wedstrijden speelde. Hij verkaste in juli 2010 naar Estudiantes, wat zes ton betaalde voor de helft van zijn transferrechten. Na twee jaar vertrok hij ook weer bij Estudiantes, toen hij de overstap maakte naar River Plate. Hij tekende in augustus 2016 een contract tot medio 2019 bij Sevilla, dat circa tweeënhalf miljoen euro voor hem betaalde aan River Plate. Al-Rayyan nam de Argentijnse rechtsback in de zomer van 2019 transfervrij over. Na twee seizoenen in Qatar tekende Mercado bij Internacional. Eind 2022 werd zijn aflopende contract opengebroken en met een jaar verlengd tot en met 2023. Later werd deze verlengd tot en met 2024 en later 2025.

## Interlandcarrière
Mercado maakte op 10 februari 2010 zijn debuut in het Argentijns voetbalelftal, toen met 2–1 gewonnen werd van Jamaica. De verdediger mocht in de basis beginnen en werd twee minuten voor tijd gewisseld.
| Interlands van Gabriel Mercado voor Argentinië | Interlands van Gabriel Mercado voor Argentinië | Interlands van Gabriel Mercado voor Argentinië | Interlands van Gabriel Mercado voor Argentinië | Interlands van Gabriel Mercado voor Argentinië | Interlands van Gabriel Mercado voor Argentinië | Interlands van Gabriel Mercado voor Argentinië |
| №                                              | Datum                                          | Wedstrijd                                      | Uitslag                                        | Competitie                                     | Goals                                          |                                                |
| Als speler bij Racing Club                     | Als speler bij Racing Club                     | Als speler bij Racing Club                     | Als speler bij Racing Club                     | Als speler bij Racing Club                     | Als speler bij Racing Club                     | Als speler bij Racing Club                     |
| ---------------------------------------------- | ---------------------------------------------- | ---------------------------------------------- | ---------------------------------------------- | ---------------------------------------------- | ---------------------------------------------- | ---------------------------------------------- |
| 1                                              | 10 februari 2010                               | Argentinië – Jamaica                           | 2 – 1                                          | Vriendschappelijk                              |                                                |                                                |
| Als speler bij River Plate                     |                                                |                                                |                                                |                                                |                                                |                                                |
| 2                                              | 17 november 2015                               | Colombia – Argentinië                          | 0 – 1                                          | WK 2018 kwalificatie                           |                                                |                                                |
| 3                                              | 25 maart 2016                                  | Chili – Argentinië                             | 1 – 2                                          | WK 2018 kwalificatie                           | 24'                                            |                                                |
| 4                                              | 30 maart 2016                                  | Argentinië – Bolivia                           | 2 – 0                                          | WK 2018 kwalificatie                           | 30'                                            |                                                |
| 5                                              | 28 mei 2016                                    | Argentinië – Honduras                          | 1 – 0                                          | Vriendschappelijk                              |                                                |                                                |
| 6                                              | 7 juni 2016                                    | Argentinië – Chili                             | 2 – 1                                          | Copa América 2016                              |                                                |                                                |
| 7                                              | 11 juni 2016                                   | Argentinië – Panama                            | 5 – 0                                          | Copa América 2016                              |                                                |                                                |
| 8                                              | 19 juni 2016                                   | Argentinië – Venezuela                         | 4 – 1                                          | Copa América 2016                              |                                                |                                                |
| 9                                              | 22 juni 2016                                   | Verenigde Staten – Argentinië                  | 0 – 4                                          | Copa América 2016                              |                                                |                                                |
| 10                                             | 27 juni 2016                                   | Argentinië – Chili                             | 0 – 0 (2 – 4 n.s.)                             | Copa América 2016                              |                                                |                                                |
| Als speler bij Sevilla                         |                                                |                                                |                                                |                                                |                                                |                                                |
| 11                                             | 11 oktober 2016                                | Argentinië – Paraguay                          | 0 – 1                                          | WK 2018 kwalificatie                           |                                                |                                                |
| 12                                             | 15 november 2016                               | Argentinië – Colombia                          | 3 – 0                                          | WK 2018 kwalificatie                           |                                                |                                                |
| 13                                             | 23 maart 2017                                  | Argentinië – Chili                             | 1 – 0                                          | WK 2018 kwalificatie                           |                                                |                                                |
| 14                                             | 9 juli 2017                                    | Brazilië – Argentinië                          | 0 – 1                                          | Vriendschappelijk                              | 45'                                            |                                                |
| 15                                             | 31 augustus 2017                               | Uruguay – Argentinië                           | 0 – 0                                          | WK 2018 kwalificatie                           |                                                |                                                |
| 16                                             | 5 oktober 2017                                 | Argentinië – Peru                              | 0 – 0                                          | WK 2018 kwalificatie                           |                                                |                                                |
| 17                                             | 10 oktober 2017                                | Ecuador – Argentinië                           | 1 – 3                                          | WK 2018 kwalificatie                           |                                                |                                                |
| 18                                             | 23 maart 2018                                  | Argentinië – Italië                            | 2 – 0                                          | Vriendschappelijk                              |                                                |                                                |
| 19                                             | 27 maart 2018                                  | Spanje – Argentinië                            | 6 – 1                                          | Vriendschappelijk                              |                                                |                                                |
| 20                                             | 21 juni 2018                                   | Argentinië – Kroatië                           | 0 – 3                                          | WK 2018                                        |                                                |                                                |
| 21                                             | 26 juni 2018                                   | Nigeria – Argentinië                           | 1 – 2                                          | WK 2018                                        |                                                |                                                |
| 22                                             | 30 juni 2018                                   | Frankrijk – Argentinië                         | 4 – 2                                          | WK 2018                                        | 48'                                            |                                                |
| 23                                             | 20 november 2018                               | Argentinië – Mexico                            | 2 – 0                                          | Vriendschappelijk                              |                                                |                                                |
| 24                                             | 22 maart 2019                                  | Venezuela – Argentinië                         | 3 – 1                                          | Vriendschappelijk                              |                                                |                                                |

Bijgewerkt op 15 januari 2025.

## Erelijst
| Competitie                                     |             |                      |             |             |
| Competitie                                     | Aantal      | Jaren                |             |             |
| Estudiantes                                    | Estudiantes | Estudiantes          | Estudiantes | Estudiantes |
| ---------------------------------------------- | ----------- | -------------------- | ----------- | ----------- |
| Kampioen Primera División                      | 1           | Apertura 2010/11     |             |             |
| River Plate                                    |             |                      |             |             |
| Kampioen Primera División                      | 1           | Torneo Final 2013/14 |             |             |
| Copa Sudamericana                              | 1           | 2014                 |             |             |
| Recopa Sudamericana                            | 1           | 2015                 |             |             |
| Copa Libertadores                              | 1           | 2015                 |             |             |
| J. League/Copa Sudamericana Championship Final | 1           | 2015                 |             |             |
| Copa Argentina                                 | 1           | 2016                 |             |             |
| Argentinië –20                                 |             |                      |             |             |
| Wereldkampioen –20                             | 1           | 2007                 |             |             |